# San Miguel de Horcasitas
San Miguel de Horcasitas é um município do estado de Sonora, no México.